# Copa do Mundo de Rugby Feminino de 2025
A Copa do Mundo de Rugby Feminino de 2025 será a décima edição da Copa do Mundo de Rugby Feminino, o campeonato mundial quadrienal para equipes nacionais de rugby union, organizado pela World Rugby. Está programado para ocorrer na Inglaterra entre 22 de agosto e 27 de setembro de 2025. O jogo de abertura ocorrerá no Stadium of Light, com a final programada para ser realizada no Estádio de Twickenham.
Será a segunda vez a ser sediada pela Inglaterra, após a edição de 2010. Será a quinta sediada nas Ilhas Britânicas. Além disso, o torneio foi expandido para 16 equipes, das 12 que participaram em 2021.
A Nova Zelândia entra no torneio como atual campeã após sua vitória contra a Inglaterra na final da Copa do Mundo de Rúgbi de 2021.

## Escolha da sede
Em 13 de agosto de 2020, a World Rugby anunciou que os direitos de hospedagem das próximas duas copas do mundo, masculina e feminina, seriam selecionados durante o mesmo processo. Esses foram os torneios masculinos de 2027 e 2031 e os torneios femininos de 2025 e 2029. A RFU confirmou sua intenção de concorrer ao torneio de 2025 em outubro de 2021.
A World Rugby concedeu à Inglaterra a posição de candidata preferencial para o torneio de 2025 em novembro de 2021. A Inglaterra foi confirmada como anfitriã em 13 de maio de 2022.

## Sedes
Em agosto de 2023, oito sedes foram confirmadas para a Copa do Mundo de Rugby de 2025.
| Londres               | Sunderland         | Twickenham Stadium of Light Ashton Gate Brighton & Hove Albion Stadium Sandy Park Franklin's Gardens Salford Community Stadium York Community Stadium | Brighton and Hove                | Bristol                |
| Estádio de Twickenham | Stadium of Light   | Twickenham Stadium of Light Ashton Gate Brighton & Hove Albion Stadium Sandy Park Franklin's Gardens Salford Community Stadium York Community Stadium | Brighton and Hove Albion Stadium | Ashton Gate            |
| Capacidade: 82 000    | Capacidade: 49 000 | Twickenham Stadium of Light Ashton Gate Brighton & Hove Albion Stadium Sandy Park Franklin's Gardens Salford Community Stadium York Community Stadium | Capacidade: 31 876               | Capacidade: 27 000     |
|                       |                    | Twickenham Stadium of Light Ashton Gate Brighton & Hove Albion Stadium Sandy Park Franklin's Gardens Salford Community Stadium York Community Stadium |                                  |                        |
| Exeter                | Northampton        | Twickenham Stadium of Light Ashton Gate Brighton & Hove Albion Stadium Sandy Park Franklin's Gardens Salford Community Stadium York Community Stadium | Manchester                       | Iorque                 |
| Sandy Park            | Franklin's Gardens | Twickenham Stadium of Light Ashton Gate Brighton & Hove Albion Stadium Sandy Park Franklin's Gardens Salford Community Stadium York Community Stadium | Salford Community Stadium        | York Community Stadium |
| Capacidade: 15 600    | Capacidade: 15 249 | Twickenham Stadium of Light Ashton Gate Brighton & Hove Albion Stadium Sandy Park Franklin's Gardens Salford Community Stadium York Community Stadium | Capacidade: 12 000               | Capacidade: 8 500      |
|                       |                    | Twickenham Stadium of Light Ashton Gate Brighton & Hove Albion Stadium Sandy Park Franklin's Gardens Salford Community Stadium York Community Stadium |                                  |                        |

Em dezembro de 2023, foi anunciado que a anfitriã Inglaterra abriria o torneio no Stadium of Light, em Sunderland, e que a final seria realizada em Twickenham, em Londres.
Em junho de 2024, a World Rugby confirmou que as quartas de final seriam divididas entre Sandy Park e Ahston Gate, enquanto Ashton Gate sediaria as duas semifinais.

## Equipes qualificadas

### Qualificação
Dezesseis equipes competirão. Quatro equipes se classificaram automaticamente ao chegar às semifinais da Copa do Mundo de Rugby de 2021. Seis das doze vagas restantes serão decididas por meio do Seis Nações de 2024, do Pacific Four Series de 2024 e de competições regionais na África, Ásia, Oceania e América do Sul, enquanto o WXV de 2024 determinará as seis vagas finais.
A Irlanda se classificou para a oitava Copa do Mundo após derrotar a Escócia na última rodada das Seis Nações. A África do Sul se classificou para a quinta Copa do Mundo após derrotar Madagascar na última rodada da Copa Africana. Os Estados Unidos se classificaram para sua décima Copa do Mundo após a Nova Zelândia derrotar a Austrália no jogo final do Pacific Four Series de 2024. Na Ásia, o Japão se classificou para a sétima Copa do Mundo após derrotar o Cazaquistão no segundo jogo do Campeonato Asiático de 2024. Fiji se classificou como Oceania 1 após vencer o Campeonato Oceania de 2024. O Brasil se classificou para sua estreia na Copa do Mundo após derrotar a Colômbia nas eliminatórias sul-americanas.
Na WXV, Austrália, Itália, Escócia e País de Gales se classificaram para a Copa do Mundo, pela participação na WXV 2, equivalente à segunda divisão. Elas serão acompanhadas pelas duas melhores equipes da WXV 3 que serão definidas em outubro de 2024.
| Região           | Seleção        | Método de qualificação           | Aparição | Melhor resultado anterior    |
| ---------------- | -------------- | -------------------------------- | -------- | ---------------------------- |
| África           | África do Sul  | África 1                         | 4        | Terceiro lugar (2010 e 2014) |
| América do Norte | Canadá         | Top 4 na RWC de 2021             | 9        | Vice-campeão (2014)          |
| América do Norte | Estados Unidos | P4 1                             | 9        | Campeão (1991)               |
| América do Sul   | Brasil         | Américas 1                       | 0        | Estreante                    |
| Ásia             | Japão          | Ásia 1                           | 6        | Oitavo lugar (1994)          |
| Europa           | Inglaterra     | Anfitrião e Top 4 na RWC de 2021 | 9        | Campeãs (1994 e 2014)        |
| Europa           | França         | Top 4 na RWC de 2021             | 9        | Terceiro lugar (sete vezes)  |
| Europa           | Irlanda        | Europa 1                         | 7        | Quarto lugar (2014)          |
| Europa           | Escócia        | WXV                              | 6        | Quinta lugar (1994)          |
| Europa           | Itália         | WXV                              | 5        | Quartas de final (2021)      |
| Europa           | País de Gales  | WXV                              | 8        | Quarto lugar (1994)          |
| Oceania          | Austrália      | WXV                              | 7        | Terceiro lugar (2010)        |
| Oceania          | Nova Zelândia  | Top 4 da RWC de 2021             | 8        | Campeões (seis vezes)        |
| Oceania          | Fiji           | Oceania 1                        | 1        | Fase de grupos (2021)        |

### Sorteio
O sorteio ocorrerá em outubro de 2024.